# Agaricàcies
Les agaricàcies (Agaricaceae) són una família de fongs basidiomicots de l'ordre dels agaricals (Agaricales). Inclou unes 2.000 espècies, algunes tan conegudes com el camperol i el xampinyó.

## Taxonomia
La família de les agaricàcies inclou els següents gèneres (entre parèntesis el nombre d'espècies de cada gènere):
- Agaricus L. (ca 600)
- Asperosporus Karlsen-Ayala, Gazis & M.E. Sm. (1)
- Barcheria T. Lebel (1)
- Battarrea Pers. (2)
- Battarreoides T. Herrera (1)
- Calvatiopsis Hollós (1)
- Chamaemyces Battarra ex Earle (6)
- Chlamydopus Speg. (2)
- Chlorolepiota Sathe & S.D. Deshp. (3)
- Chlorophyllum Massee (ca 30)
- Clarkeinda Kuntze (6)
- Clavogaster Henn. (2)
- Coniolepiota Vellinga (1)
- Coprinus Pers. (ca 140)
- Crucispora E. Horak (2)
- Cystolepiota Singer (ca 45)
- Dictyocephalos L.M. Underwood ex V.S. White (2)
- Echinoderma (Locq. ex Bon) Bon (ca 15)
- Endolepiotula Singer (1)
- Eriocybe Vellinga (1)
- Gasterellopsis Routien (1)
- Heinemannomyces Watling (1)
- Hiatulopsis Singer & Grinling (2)
- Holocotylon Lloyd (3)
- Hymenagaricus Heinem. (ca 15)
- Janauaria Singer (1)
- Japonogaster Kobayasi (1)
- Lepiota (Pers.) Gray (ca 550)
- Leucoagaricus Locq. ex Singer (= Coccobotrys Boud. & Pat.) (ca 300)
- Leucocoprinus Pat. (ca 90)
- Macrolepiota Singer (ca 40)
- Melanophyllum Velen. (4)
- Metrodia Raithelh. (2)
- Micropsalliota Höhn. (ca 70)
- Montagnea Fr. (7)
- Mycenastrum Desv. (3)
- Neosecotium Singer & A.H. Sm. (2)
- Phellorinia Berk. (3)
- Phyllogaster Pegler (1)
- Podaxis Desv. (ca 30)
- Pseudoauricularia Kobayasi (1)
- Pseudolepiota Z.W. Ge (1)
- Pulverolepiota Bon (4)
- Queletia Fr. (3)
- Rugosospora Heinem. (2)
- Schinzinia Fayod (1)
- Schizostoma Ehrenb. ex Lév. (ca 30)
- Singerina Sathe & S.D. Deshp. (1)
- Smithiogaster J.E. Wright (1)
- Smithiomyces Singer (6)
- Termiticola E. Horak (1)
- Tulostoma Pers. (ca 170)
- Xanthagaricus (Heinem.) Little Flower, Hosag.& T.K. Abraham (ca 25)
- Xerocoprinus Maire (1)